# Ferdinand Heilbuth
Ferdinand Heilbuth, né à Hambourg le 27 juin 1826, mort à Paris 17e le 19 novembre 1889, est un peintre français d'origine allemande.

## Biographie
Fils d'un marchand hambourgeois, Ferdinand Heilbuth, installé à Munich, abandonne des études rabbiniques après un séjour à Anvers, pour se consacrer à l'art. Il arrive à Paris peu avant la Deuxième République. Il s'inscrit dans l'atelier de Charles Gleyre dont il devient l'étudiant. Vers 1850, désargenté, il 
s'installe provisoirement avec deux réfugiés politiques qui ont fui la réaction anti-révolutionnaire des pays germaniques, deux militants, Moritz Hartmann et Heinrich Bernhard Oppenheim ; le trio vit dans un petit hôtel appelé Les Trois Frères, situé dans la rue du même nom, à Montmartre.
Heilbuth voyage et se rend à Rome de nombreuses fois entre 1853 et 1855. Il développe dans un premier temps une peinture d'histoire et des portraits dans le style du Titien. Devenu peintre de genre, dont le talent a pour caractéristiques la noblesse, la vivacité du coloris et l'accent dans l'expression, il a obtenu une deuxième médaille au Salon de Paris en 1857, 1858 et 1861. Peu à peu son pinceau, tout en finesse, n'est pas exempt d'une fine ironie, soulignant la déférence voire l'obséquiosité envers les puissants de son temps : peu à peu reconnu, Heilbuth rentre dans l'ordre impérial français et toutes ses mondanités. Il est nommé chevalier de la Légion d'honneur en 1861.
Outre à Paris, il expose de nombreuses fois à Londres à la Royal Academy et à la Grosvenor Gallery (en) ; en 1863, son travail est présenté à l'Athénée de Boston.
En 1870, au moment du conflit avec l'Allemagne, il se résigne à partir pour Londres, où il expose ses paysages inspirés de la France ; il revient à Paris en 1874. Il obtient la nationalité française en 1879 puis est nommé officier de la Légion d'honneur en 1881.  
Entre septembre 1882 et mai 1885, Vincent van Gogh, dans sa correspondance adressée à Anthon van Rappard, exprime toute son admiration pour l'artiste qu'il découvre dans un premier temps à travers des gravures.
Les aquarelles, qu'il montre à la Société d'aquarellistes français dont il est membre fondateur, et surtout certaines toiles de la période 1876-1880 laissent certains personnages, jugés secondaires, à l'état d'ébauche ; Heilbruth semble comme emporté en son style par les expériences des impressionnistes qui exposent à Paris à ce moment-là. Ses cadrages, sa façon de regarder les femmes, ses coloris, sont l'expression d'un peintre qui cherche à se renouveler à l'aube de sa mort, survenue en 1889.
Mort le 20 novembre 1889 en son hôtel particulier du 47 rue Ampère (construit en 1882 par l'architecte Gustave Adolphe Gerhardt), il est inhumé au cimetière du Père-Lachaise (53e division).

## Œuvre
- Rêverie, huile sur toile, 84 × 140 cm , Musée d'Orsay[6]

### Œuvres présentées au Salon de Paris
- Une réception chez Rubens (1853)
- Palestrina, Étudiant, Politesse (1857)
- Luca Signorelli, Le Fils du Titien et Béatrice Donato, L'Aveu, Le Tasse à Ferrare, La Consigne (1859)
- Le Chevalier poète Ulric de Hutten, Le Mont-de-piété (musée des beaux-arts de Dijon)
- Solitude, Souvenir d'Italie, L'Auto-da-fé, Promenade des cardinaux sur le Monte-Pincio, L'Intérieur d'un carrosse de cardinal (1863)
- L'Absolution du péché véniel, Un cardinal romain montant dans son carrosse (1865)
- Antichambre (1866)
- Promenade, Vestibule (1867)
- Job (1868)
- Le Printemps (1869)
- Au bord de l'eau (1870)
- Au bord de la Tamise (1878)
- Beau Temps (1881)
- Au jardin, Une fête (1883)
- Lawn-tennis, Présentation (1885)
- Villégiature, Un samedi, Bords de la Seine

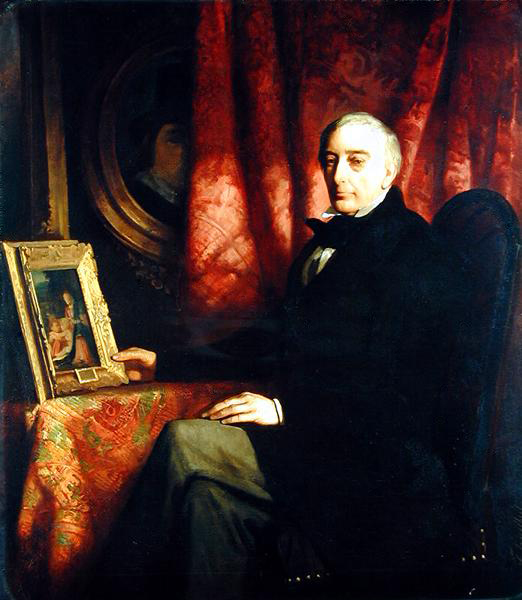
Portrait de Nicolaus Hudtwalcker, 1852, Kunsthalle de Hambourg.
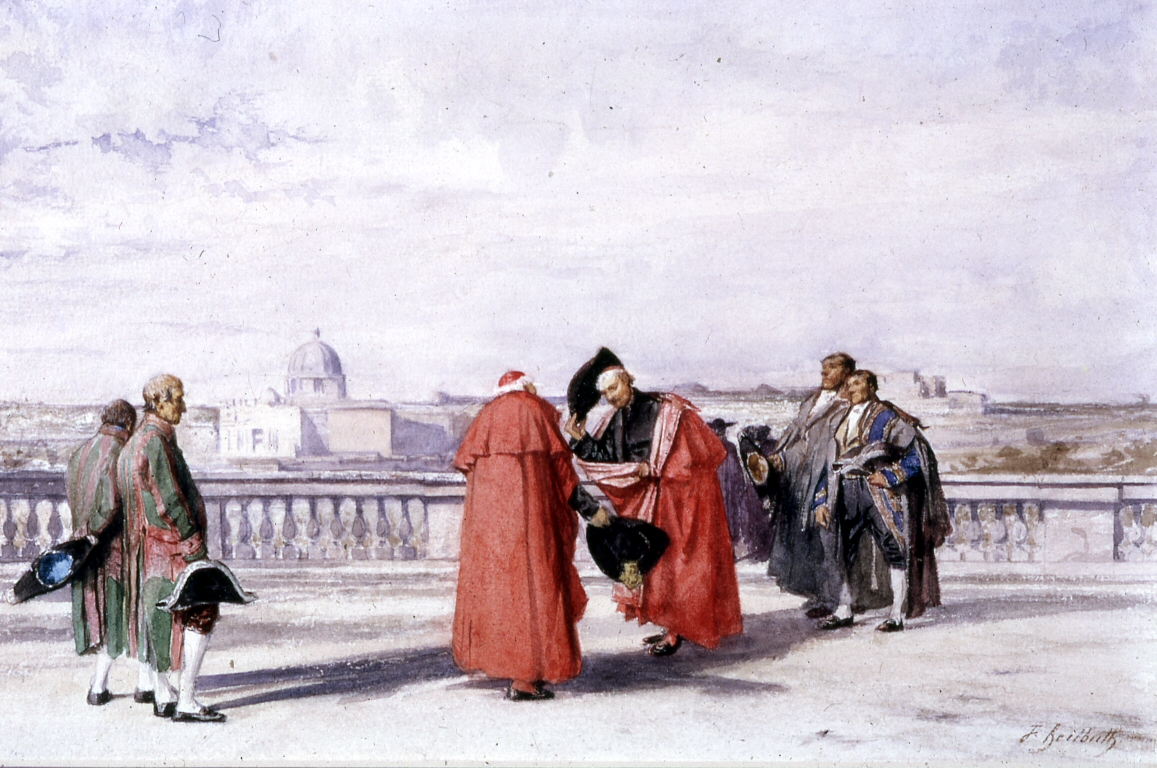
Coline de Pincia, Rome, 1845-1860, Walters Art Museum
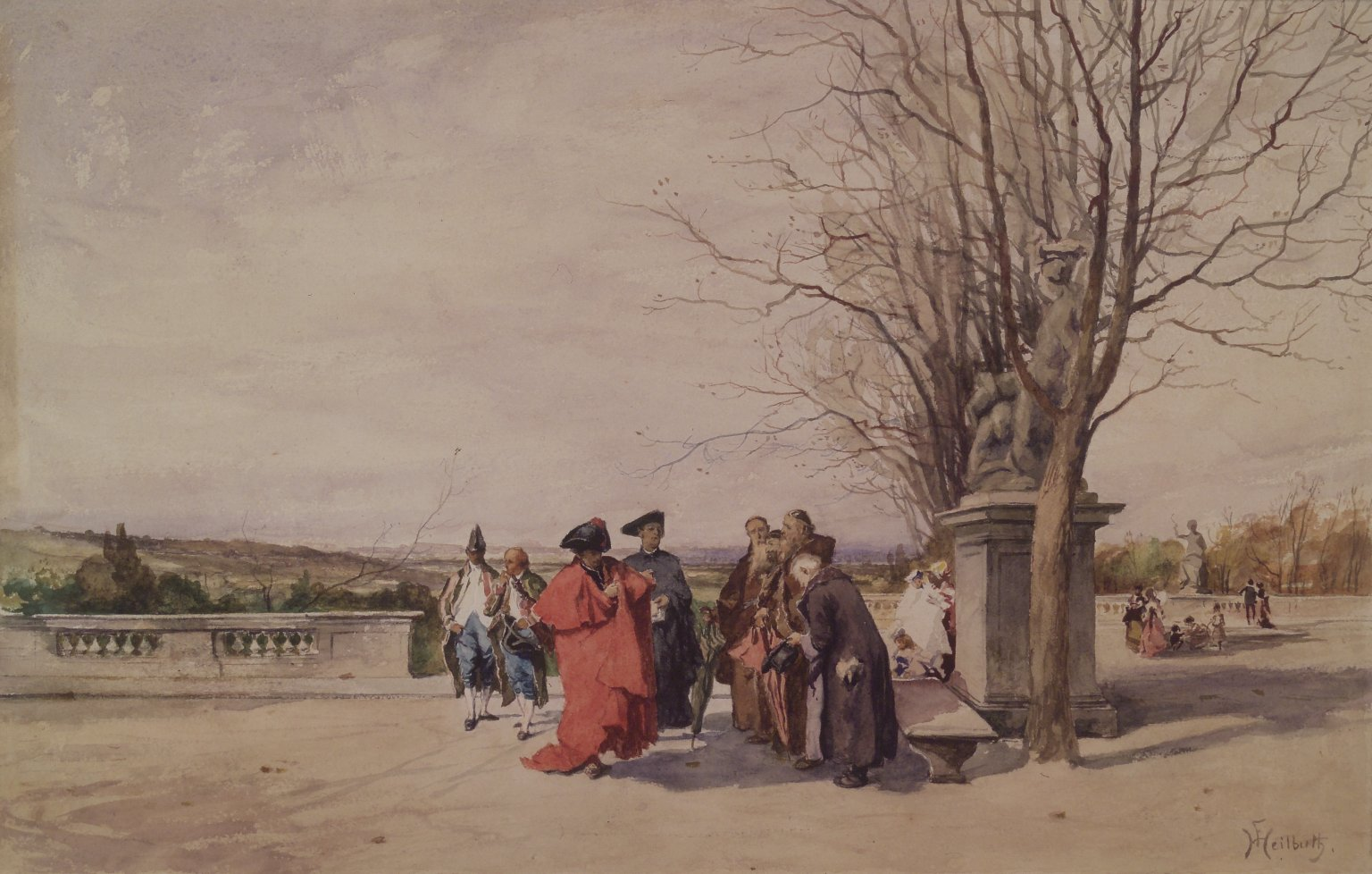
Personnages sur une terrasse (vers 1868-1872), Brooklyn Museum, New York.
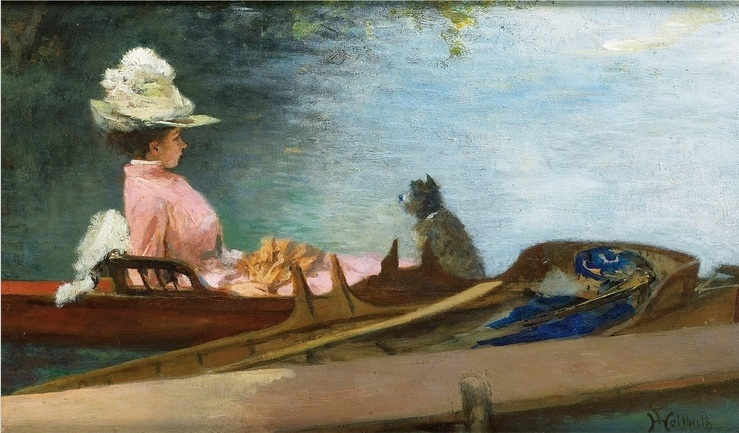
L'Été sur la rivière, vers 1875
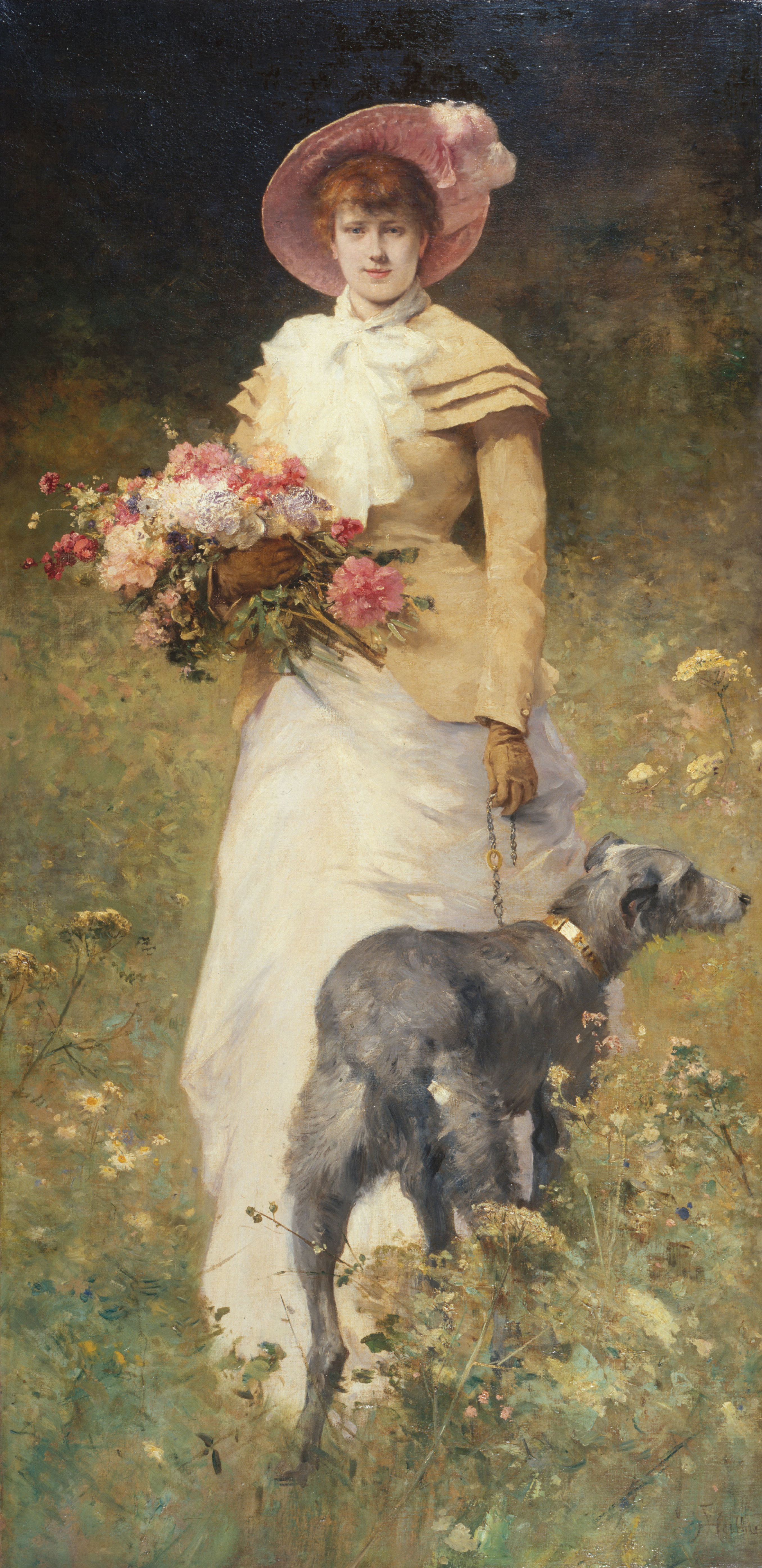
Femme au chien, vers 1880, musée Carnavalet.
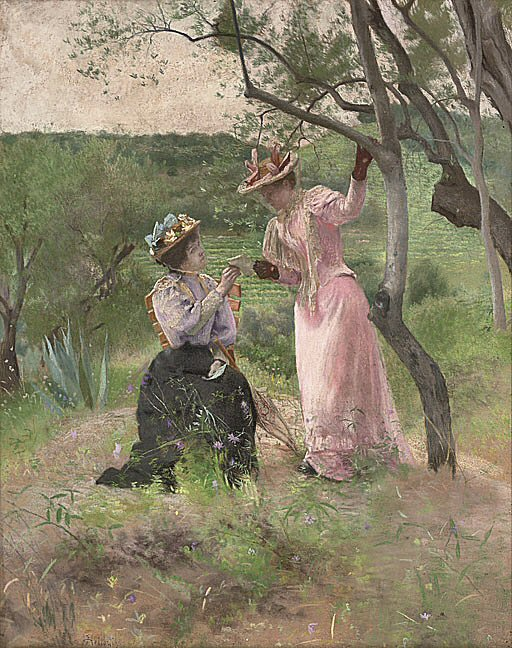
La Lettre, collection particulière

## Notes et références

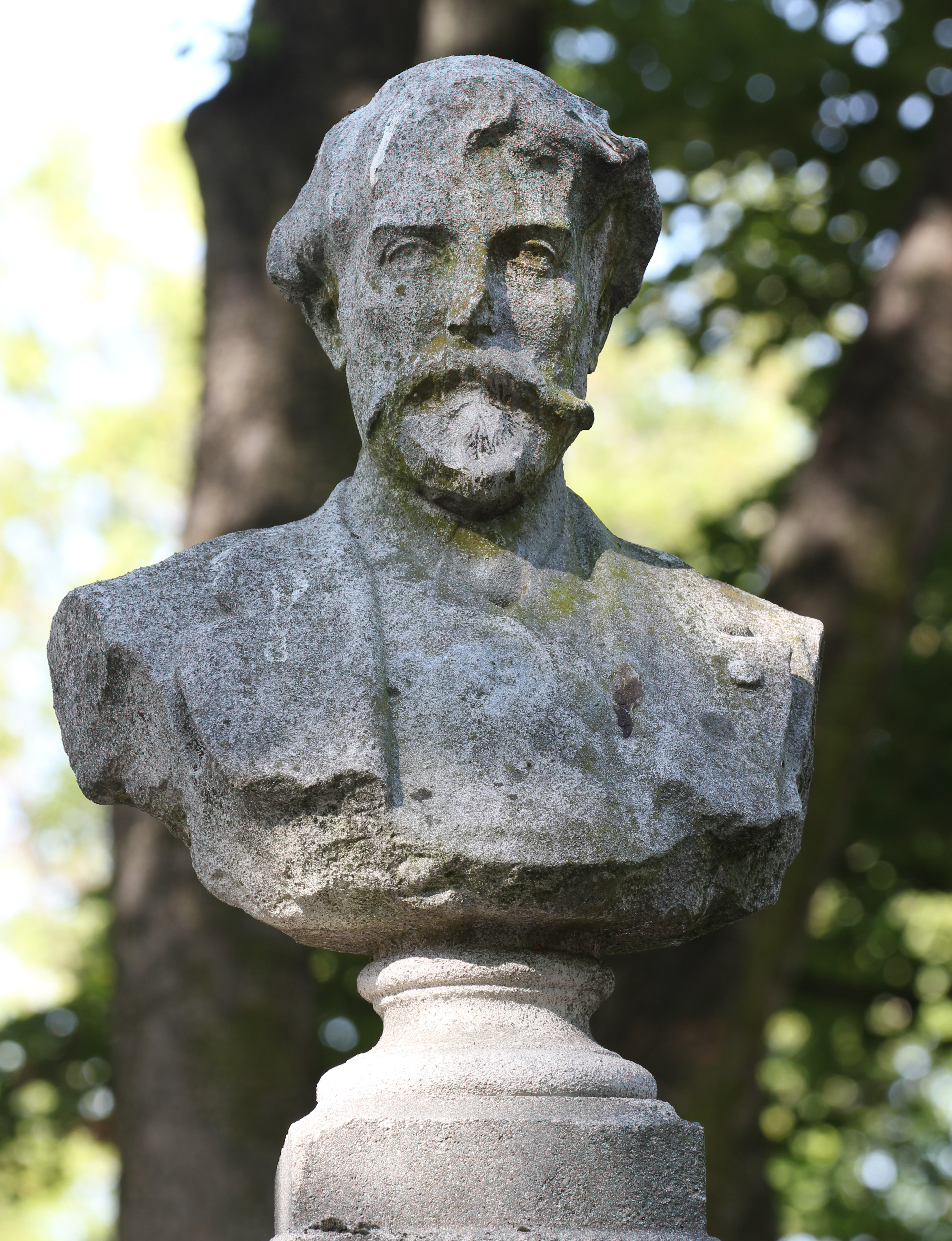
Buste sur sa tombe au cimetière du Père-Lachaise.